# Вильчек, Эрвин
Эрвин Феликс Вильчек (пол. Erwin Feliks Wilczek, род. 20 ноября 1940 года, Вирек, ум. 30 ноября 2021 года, Ольнуа-ле-Валансьен) — польский футболист, игрок сборной, многократный чемпион Польши, тренер.

## Карьера
По образованию горный техник. На поле получил прозвище Биба. Играл на позициях нападающего, полузащитника и розыгрывающего.
Начинал играть в клубе Вавель (Вирек), в 1954 году перейдя в Зрыв (Хожув). В 1959—1973, 15 сезонов, играл в клубе Гурник (Забже). Всего за клуб, в различных турнирах, сыграл около 400 матчей, забив 126 голов, в том числе и 2 гола в своём дебютном матче. В Лиге I сыграл за горняков 293 матча, забив 96 голов. Важная фигура «золотого периода» Гурника. С горняками завоевал 9 чемпионатов Польши (1959, 1961, 1963—1967, 1971, 1972), 6 кубков Польши (1965, 1968—1972), играл в финале Кубка обладателей кубков (1970).
В 1961—1969 был игроком сборной Польши, сыграв в ней в 16 официальных матчах и забив 2 гола. Ещё в качестве игрока Зрыва (Хожув), играл в юниорской сборной Польши.
В 1973 году перешёл во французский Валансьен (до 1975), в котором стал лучшим бомбардиром французской Лиги II.
По окончании игровой карьеры стал тренером. Тренировал молодёжный состав Гурника, резервный состав и основную команду Валансьена. В 1986 году привёл габонский клуб АС Согара в финал Кубка обладателей кубков африканских стран. В 1986 году некоторое время тренировал сборную Габона.
В последние годы жизни болел болезнью Альцгеймера. Умер 30 ноября 2021 года.

## Достижения
в качестве игрока
- Чемпион Польши (9): 1959, 1961, 1962/63, 1963/64, 1964/65, 1965/66, 1966/67, 1970/71, 1971/72.
- Серебряный призёр чемпионата Польши (2): 1962, 1968/69.
- Бронзовый призёр чемпионата Польши (3): 1960, 1967/68, 1969/70.
- Обладатель Кубка Польши (6): 1964/65, 1967/68, 1968/69, 1969/70, 1970/71, 1971/72.
- Финалист Кубка Польши (2): 1961/62, 1965/66.
- Финалист Кубка обладателей Кубков: 1970.
- Лучший бомбардир Лиги II (Франция) (1): 1973/74.

в качестве тренера
АС Согара
- Финал Кубка обладателей кубков африканских стран: 1986.
- Чемпион Габона (3): 1984, 1989, 1991
- Серебряный призёр чемпионата Габона (1): 1985
- Обладатель Кубка Габона (1): 1985
- Финалист Кубка Габона (1): 1984